# Deseado (departement)
Deseado is een departement in de Argentijnse provincie Santa Cruz. Het departement (Spaans:  departamento) heeft een oppervlakte van 63.784 km² en telt 72.953 inwoners.

## Plaatsen in departement Deseado
- Bahía Laura
- Cabo Blanco
- Caleta Olivia
- Cañadón Seco
- Fitz Roy
- Jaramillo
- Koluel Kayke
- La Cabaña
- Las Heras
- Los Monos
- Pampa Alta
- Pico Truncado
- Puerto Deseado
- Tellier
- Tres Cerros